# Saint Andrew (Grenada)
Saint Andrew ist mit einer Fläche von 99 km² der größte Verwaltungsbezirk von Grenada. Hauptstadt ist Grenville. Bei der Volkszählung 2011 hatte Saint Andrew 26.501 Einwohner. Das entsprach eine Bevölkerungsdichte von 268 Einwohnern pro Quadratkilometer.

## Persönlichkeiten
- Conrad Murray (* 1953), US-amerikanischer Arzt